# Piotr Siwecki
Piotr Siwecki (ur. 1971) – polski prozaik, krytyk, tłumacz i wydawca, pochodzący z Olsztyna.
Twórca niezależny, reprezentant literackiego avant-popu, autor książek niskonakładowych (arkuszy poetyckich, zbiorów opowiadań, powieści): "Wstęp-do-nieistniejącego-podręcznika", "Dziesięć wierszy mających związek z moją żoną", "Piotruś Rowerek", "Zrozumieć Plichta, "SMS", "Hyper-Gender", "BIOS", "Naiwność".
Współpracował z czasopismami "Portret" i "Borussia" z Olsztyna. Jego twórczość zalicza się luźno do kręgu twórców związanych z Prozą Północy.
Pod szyldem minimalbooks publikował książki Raymonda Federmana, Douga Rice'a, Tamary Bołdak-Janowskiej, Krzysztofa Szatrawskiego, Valentiny Solovievej, Vadima Nazarowa.
Publikował w czasopismach polskich ("Portret", "Borussia", "Akcent", "Pracownia", "Twórczość", "Undergrunt", "Dekada Literacka", "Ha!art").
Laureat prestiżowej nagrody w konkursie Fundacji Kultury za eksperymentalną powieść "BIOS".
Obecnie tłumacz i autor czasopisma internetowego minimalbooks.

## Proza
- Piotruś Rowerek (1997)
- Zrozumieć Plichta (2001)
- SMS (2001)
- Hyper-Gender (2002)
- BIOS (2002)
- Naiwność (2003-2006)

## Poezja
- Wstęp-do-nieistniejącego-podręcznika (1989)
- Dziesięć wierszy mających związek z moją żoną (1995)